# Ferdinand Löwenberg

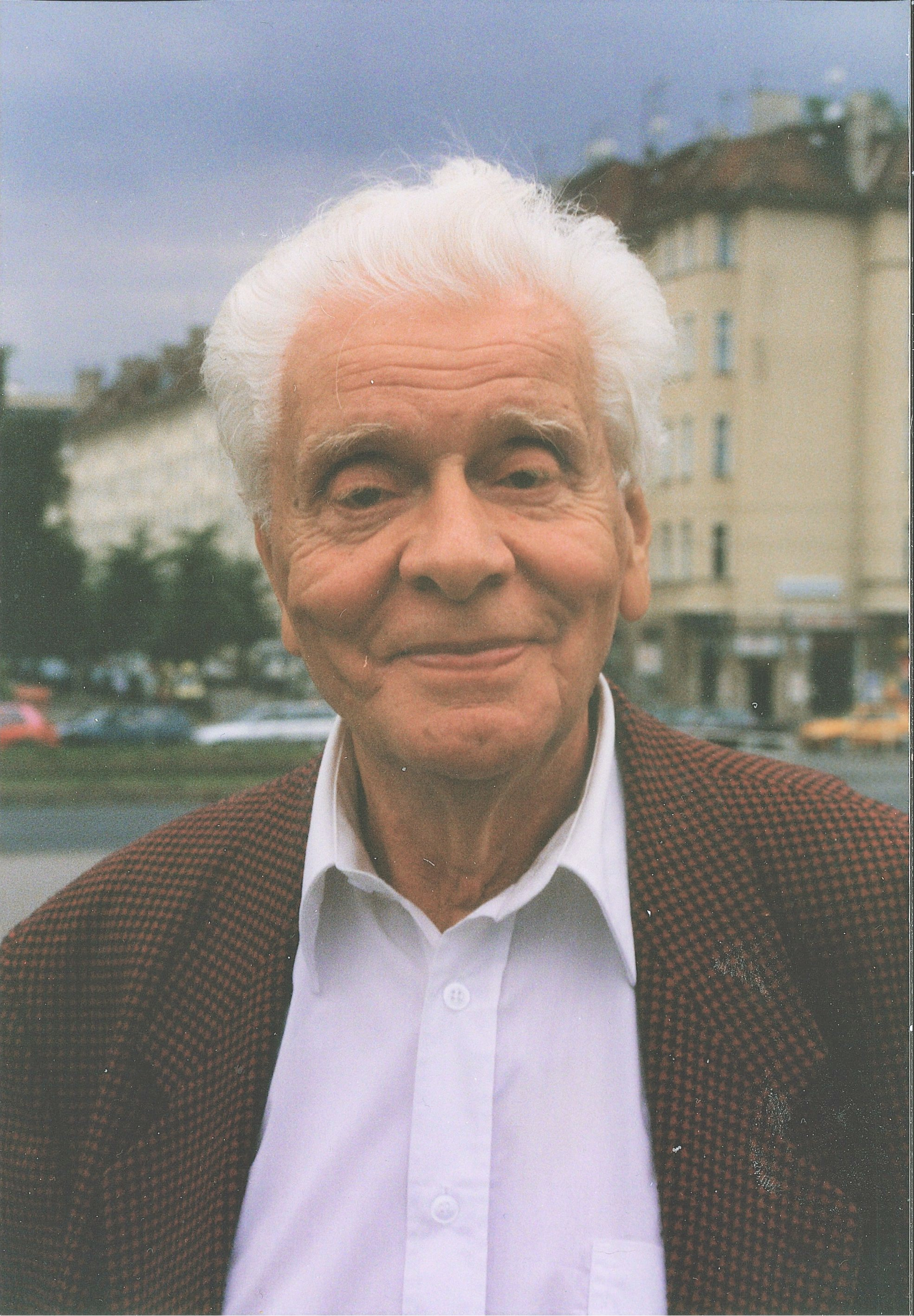
Fred Löwenberg 1999

Ferdinand „Fred“ Löwenberg (* 19. April 1924 in Breslau; † 30. Mai 2004 in Berlin) war ein deutscher Antifaschist und Journalist.

## Leben

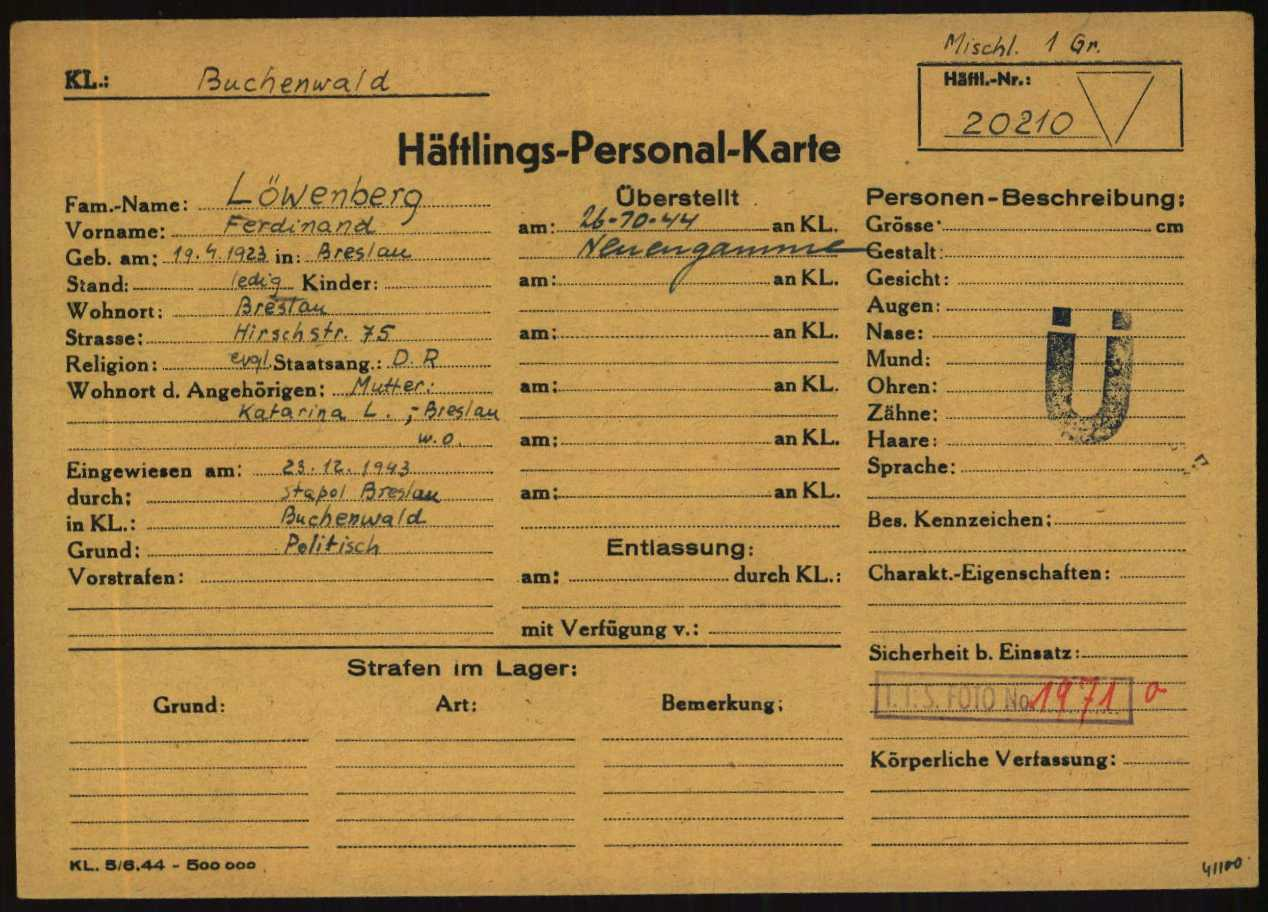
Registrierungskarte von Ferdinand Löwenberg als Gefangener im nationalsozialistischen Konzentrationslager Buchenwald

Ferdinand Löwenberg wurde am 19. April 1924 als Kind sozialdemokratischer Eltern in Breslau geboren. Sein jüngerer Bruder Martin Löwenberg war ebenfalls NS-Verfolgter und Teilnehmer am Widerstand gegen den Nationalsozialismus.
Der Abschluss einer Berufsausbildung wurde ihm in der Zeit des Nationalsozialismus verwehrt. Als sogenannter „Halbjude“ (der Vater war Jude, die Mutter evangelisch) wurden ihm und seinem Bruder besonders die von den Brüdern geliebten Sportaktivitäten verweigert. Fred begann in jungen Jahren, sich für die Zwangs- und Fremdarbeiter in seiner Heimatstadt Breslau einzusetzen. So besorgte er Lebensmittelkarten für sie. Dieses „Vergehen“  mit konspirativen Aktionen hat letztendlich dazu geführt, dass er im Alter von 19 Jahren von der SS im KZ Buchenwald interniert wurde. Dort wurde er nach eigenem Bekunden „ein richtiger Teilnehmer am Widerstand“. Der „rote Kapo“ Robert Siewert bewahrte Löwenberg vor der Deportation nach Auschwitz.
Trotz eigener negativer Erfahrungen hat Fred Löwenberg für freundschaftliche und gutnachbarschaftliche Beziehungen zu Polen plädiert: Löwenberg wurde nach der Befreiung vom Nationalsozialismus als Mitverantwortlicher für die deutsche Selbstverwaltung in Breslau (von der sowjetischen Kommandantur eingesetzt) von polnischen Mitbürgern denunziert und in ein Gefängnis gebracht, wo er zusammen mit den Peinigern des Dritten Reiches einsitzen musste. Selbst seine Kinder erfuhren von dieser für Löwenberg auch physisch schwierigen Zeit wenig, um deren Verhältnis zu Polen nicht zu belasten. Die Aussage eines polnischen Wärters, der Löwenberg als seinen Retter während des Dritten Reiches erkannte, führte nach vielen Monaten zu einem Freispruch für Löwenberg, dem ansonsten die Todesstrafe gedroht hätte.

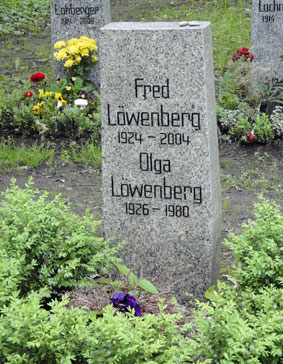
Grabstätte von Fred Löwenberg auf dem VdN-Ehrenhain des Zentralfriedhofs Friedrichsfelde

Löwenberg war Mitglied der Münchener SPD und gleichzeitig stellvertretender Kreisvorsitzender der Vereinigung der Verfolgten des Naziregimes. Wegen des Unvereinbarkeitsbeschlusses der SPD wurde er 1950 aus der SPD ausgeschlossen und stieß zur Sozialistischen Aktion. Aufgrund der Kontakte von SED und Sozialistischer Aktion wurde Löwenberg wegen Geheimbündelei angeklagt und während eines Verfahrens vor dem Bundesgerichtshof zu neunzehn Monaten Freiheitsstrafe verurteilt. Er arbeitete für die 1956 verbotene KPD und übersiedelte 1969 nach Ost-Berlin. Löwenberg arbeitete mehrere Jahre für die Wirtschaftszeitung Horizont, später für die Neue Deutsche Bauernzeitung und behandelte vor allem außenwirtschaftliche Themen. Außenwirtschaft aktuell war eine Vortragsreihe von Löwenberg, die er u. a. für die Urania in den 1970er und 1980er Jahren hielt. Aufgrund seiner Verfolgung und seines Widerstandes im Dritten Reich konnte Löwenberg mit 60 Jahren in Rente gehen.
Er war einige Jahre verantwortlicher Redakteur der IVVdN-Verbandszeitschrift antifa.
Löwenberg setzte sich für die im Oktober 2002 erfolgte Vereinigung von VVN-BdA (West) und VVdN-BdA (Ost) ein.
Er war bis zu seinem Tod Vorsitzender der „Berliner Vereinigung ehemaliger Teilnehmer am Antifaschistischen Widerstand, Verfolgter des Naziregimes und Hinterbliebener e. V.“

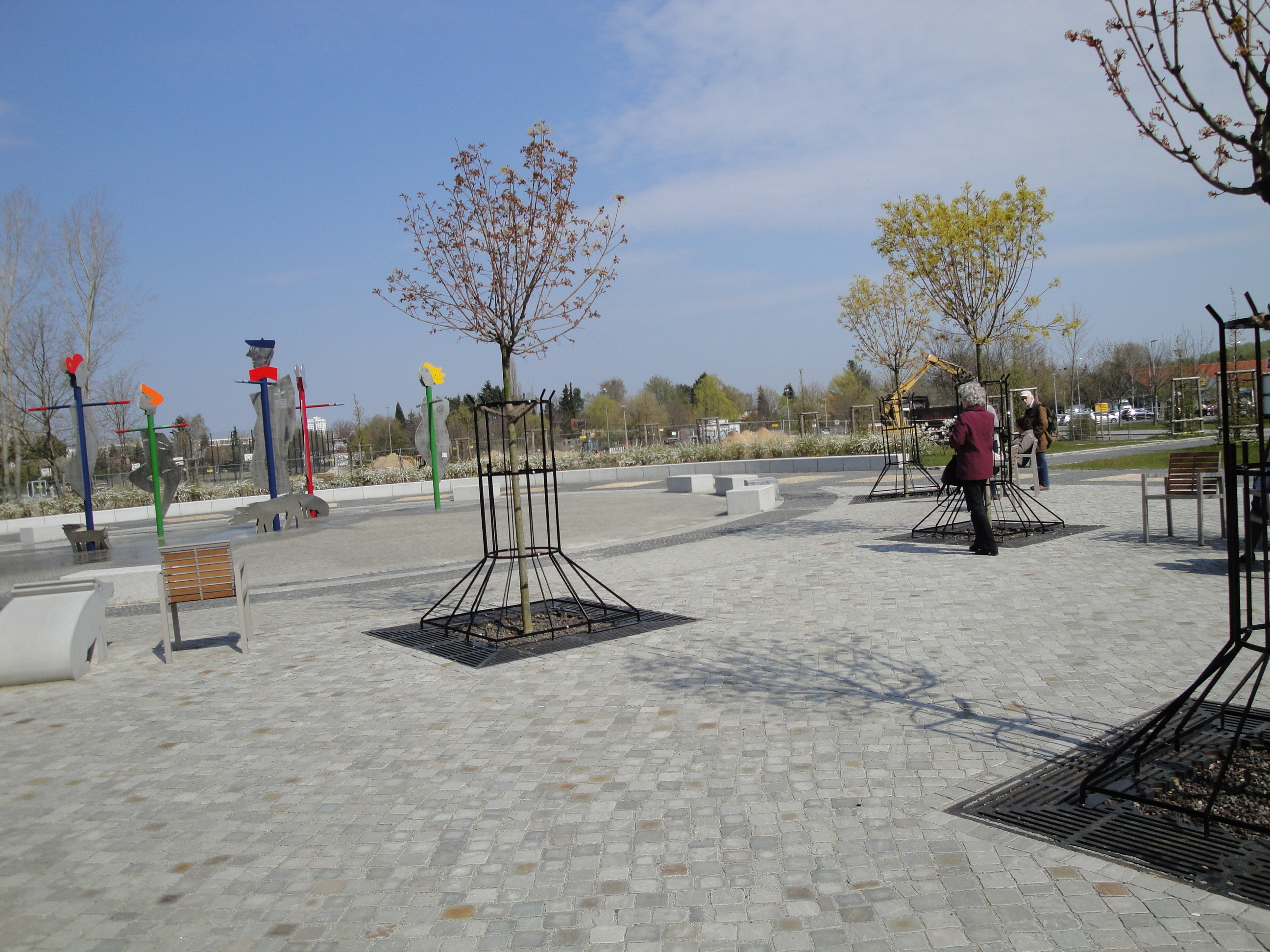
Fred-Löwenberg-Platz

Fred Löwenberg starb nach kurzer Erkrankung am 30. Mai 2004 und wurde Anfang Juli in der Gräberanlage für Opfer des Faschismus und Verfolgte des Naziregimes auf dem Zentralfriedhof Friedrichsfelde beerdigt.
Aus seiner Ehe mit Olga Löwenberg (1926–1980) sind drei Söhne hervorgegangen. Außerdem hatte er zwei Töchter.
Die SHOA-Stiftung hat mit Fred Löwenberg ein Video über sein Leben aufgenommen und archiviert.
Im Berliner Stadtbezirk Marzahn-Hellersdorf wurde am 19. April 2012 an der Ecke Cecilienstraße/Wuhlestraße ein Platz nach ihm benannt: der Fred-Löwenberg-Platz.